# 藤巻直哉
藤巻 直哉（ふじまき なおや、1952年8月20日 - ）は、日本の映画プロデューサー、歌手。株式会社博報堂DYメディアパートナーズ スポーツ・エンタテインメントビジネス局 エグゼクティブプロデューサー。

## 略歴
慶應義塾大学法学部を経て、藤岡孝章らとバンド「まりちゃんズ」を結成しミュージシャンとして活動した後、博報堂に入社。映画プロデューサーとして映画やテレビアニメなどの作品を手がけ、株式会社博報堂エンタテインメント事業部部長、株式会社博報堂メディア・コンテンツカンパニーエンタテインメント・文化事業局局長代理などを歴任した。
博報堂に入社以降も、業務と並行し音楽活動も続けていた。まりちゃんズのサポートメンバーらとバンド「すみちゃんとステゴザウルス」を結成し、CBS・ソニーレコードのオーディションに合格したことから、いくつかの曲をリリースした。その後、藤岡とバンド「藤岡藤巻」を結成するなど、音楽活動を続けている。
博報堂では、メディア・コンテンツカンパニーエンタテインメント・文化事業局の局長代理と、エンタテインメント事業部の部長を兼任した。博報堂が大広や読売広告社とともに博報堂DYメディアパートナーズを設立すると、同社に移りエンタテインメント・文化事業局の局長代理に就任し、あわせてエンタテインメント事業部の部長を兼任した。特に映画制作に携わることが多い。博報堂DYメディアパートナーズ所属の須賀大観の監督作品やスタジオジブリ作品などを中心に、複数の映画にクレジットされている。また、博報堂DYメディアパートナーズが手がけるイ・ビョンホン公式ファンクラブの運営事業も担当しており、同社の「イ・ビョンホンジャパンオフィシャルファンクラブ」にて事務局長を務めている。

## エピソード
あまり音楽に興味がないらしいが、話を聞いてもらいたくてMCと称し世間話をする。トイレが近いために、自身のラジオ番組では「トイレが近くなった代わりに、耳が遠くなった」という発言をしている。
モルガン銀行東京支店の支店長などを経て参議院議員を務める藤巻健史と風貌が似ており、混同される場合があるが別人である。その藤巻健史とは『週刊朝日』2008年11月14日増大号にて対談が実現した。
レミオロメンのボーカルの藤巻亮太は苗字は一緒だが血縁関係は無い。レミオロメンと一緒にミュージックステーションに出演したときはCM中に観客から声がかかったので自分のことかと思って手を振ったのだが、自分ではなく藤巻亮太に対するものだと知ってそっと手を下ろしたことがある。

## 作品

### 映画
- 平成狸合戦ぽんぽこ（1994年）
- 耳をすませば （1995年）
- もののけ姫（1997年）
- ガメラ3 邪神覚醒（1999年） - アソシエイト・プロデューサー
- ホーホケキョ となりの山田くん（1999年）
- ブリスター!（2000年） - プロデューサー
- 千と千尋の神隠し（2001年）
- 模倣犯（2002年）
- 猫の恩返し（2002年） - 製作担当
- 阿修羅のごとく（2003年）
- 幸福の鐘（2003年）
- ジョゼと虎と魚たち（2003年）
- ハウルの動く城（2004年）
- 恋文日和（2004年） - 企画
- 世界の中心で、愛をさけぶ（2004年）
- 隠し剣 鬼の爪（2004年）
- いま、会いにゆきます（2004年）
- 下妻物語（2004年） - 『下妻物語』製作委員会
- サマータイムマシン・ブルース（2005年） - 製作
- 春の雪（2005年）
- 最終兵器彼女（2006年）
- ゲド戦記（2006年）
- 劇場版 どうぶつの森（2006年） - 劇場版「どうぶつの森」製作委員会
- ROBO☆ROCK（2007年） - 企画
- あしたの私のつくり方（2007年） - 企画
- 崖の上のポニョ（2008年） - 製作担当
- RAILWAYS 49歳で電車の運転士になった男の物語（2010年） - エグゼクティブ・プロデューサー
- 借りぐらしのアリエッティ（2010年） - 製作担当
- コクリコ坂から（2011年） - 製作担当
- 奇跡のリンゴ（2013年） - 製作担当
- 風立ちぬ（2013年） - 製作担当
- かぐや姫の物語（2013年） - 製作担当
- 思い出のマーニー（2014年） - 製作担当
- メアリと魔女の花（2017年） - 製作担当

### テレビ
- ごぞんじ!月光仮面くん（1999年） - プロデューサー
- GAD GUARD（2003年） - 企画
- 宇宙犬作戦（2010年） - エグゼクティブプロデューサー

## 出演

### テレビ
- ch223 ～music pinkiss～ （2013年2月23日[6]・2014年2月22日[7]・2015年2月21日[8]、 静岡朝日テレビ）

### テレビドラマ
- さよならマエストロ〜父と私のアパッシオナート〜（2024年1月14日 - 、TBS）[9]

### 映画
- 平成狸合戦ぽんぽこ（1994年） - 機動隊員
- もののけ姫（1997年） - 端役
- ホーホケキョ となりの山田くん（1999年） - バスの運転手
- コクリコ坂から（2011年） - 書店の親父

### WEB
- 新聞記者（2022年1月13日配信、Netflix）- 井塚明 役

### CM
- セガ「ぷよぷよ7」

### ネット配信
- 生シネスク（2011年）

## 関連人物
- 大橋のぞみ
- 里田まい
- 須賀大観
- 鈴木敏夫
- 藤岡孝章
- 藤巻健史
- 宮崎駿